# Umut Tohumcu
Umut Tohumcu, né le 11 août 2004 à Offenbourg en Allemagne, est un footballeur allemand qui joue au poste de milieu offensif au TSG Hoffenheim.

## Biographie

### En club
Né à Offenbourg en Allemagne, Umut Tohumcu commence le football dans deux clubs de la ville, le SC Offenburg et l'Offenburger FV 07 puis joue une saison au SC Fribourg avant d'être formé par le TSG Hoffenheim, qu'il rejoint en 2017. Il se fait remarquer avec l'équipe U19 d'Hoffenheim lors de la saison 2021-2022 en marquant 17 buts et en délivrant 12 passes décisives en 20 matchs de championnat de cette catégorie d'âge.
Tohumcu joue son premier match en professionnel le 14 mai 2022, lors d'une rencontre de Bundesliga face au Borussia Mönchengladbach. Il entre en jeu lors de cette rencontre perdue par son équipe par cinq buts à un,.
En 2023, il reçoit la Médaille Fritz Walter de bronze qui récompense les meilleurs jeunes allemands, pour la catégorie des moins de 19 ans. Il est notamment devancé dans cette catégorie par Youssoufa Moukoko (or) et Brajan Gruda (argent).

### En sélection
Umut Tohumcu représente l'équipe d'Allemagne des moins de 18 ans avec laquelle il joue neuf matchs entre 2021 et 2022 pour un but marqué. Il officie également comme capitaine de cette sélection à six reprises.